# Austrosiphonidae
Austrosiphonidae (лат.) — семейство морских брюхоногих моллюсков из надсемейства Buccinoidea отряда Neogastropoda. Типовой род Austrosipho Cossmann, 1906, ныне Penion P. Fischer, 1884.

## Строение раковины
Раковины от средних до очень крупных размеров, у взрослых особей длиной 35—220 мм, широкие или узковеретеновидные, с умеренно длинным или очень длинным сифонным каналом. Протоконх может быть разного размера, достигая четырёх оборотов и почти 4 мм в диаметре. Обороты телеоконха обычно равномерно выпуклые, плечевидные или отчетливо пагодиформные. Осевая скульптура обычно присутствует, по крайней мере, в адапиальных оборотах и состоит из ребер, шишек или шипов на плече, редко эта особенность отсутствует (как у Antarctoneptunea aurora). Спиральная скульптура состоит из множества валиков, различающихся по прочности и плотности. Крышечка имеет листовидную форму, с терминальным ядром.

## Распространение и места обитания
Представители этого семейства встречаются в Антарктиде, Австралазии, тропической части Тихого океана, Японии, на западе Америки от Нижней Калифорнии до залива Монтерей. Обитает на глубинах от сублиторальных до батиальных.

## Подсемейства и роды
По данным World Register of Marine Species, на январь 2025 года семейство включает 4 рода:
- Antarctoneptunea Dell, 1972
- Kelletia P. Fischer, 1884
- Penion P. Fischer, 1884
- Serratifusus Darragh, 1969